# Hattatal
Hattatal es la última sección de la Edda prosaica compuesta por el escaldo e historiador islandés Snorri Sturluson. Ésta ejemplifica los tipos de las formas de los versos disponibles para el poeta. Usando, la mayor parte, sus propias composiciones.
La mayoría de las formas dependen de los números de sílabas por línea, así como la asonancia, consonancia y aliteración.

## Poesía moderna
El poeta islandés Sveinbjörn Beinteinsson escribió su poema homónimo Háttatal en rima stuðlafall.